# Rudy Gestede
Rudolph Philippe Michel Camille Gestede, detto Rudy Gestede (Essey-lès-Nancy, 10 ottobre 1988), è un ex calciatore francese naturalizzato beninese, di ruolo attaccante.

## Carriera

### Club
Calcisticamente cresciuto nel settore giovanile del Metz, ha esordito in prima squadra nel 2007 e ha giocato per due anni con il club lorenense, per poi trascorrere una stagione in prestito al Cannes.
Dopo essere rientrato al Metz, nel 2011 è stato ceduto a titolo definitivo ai gallesi del Cardiff City, con cui ha vinto il campionato di Football League Championship (seconda divisione) ed ottenuto la promozione in Premier League.
Nel 2013 è stato acquistato dal Blackburn, dove ha formato per due anni un valido tandem d'attacco con lo scozzese Jordan Rhodes. In seguito ha vestito le maglie di Aston Villa e Middlesbrough.
Nel 2020 si è trasferito in Australia per giocare nel Melbourne Victory, mentre l'anno successivo è stato ceduto in prestito ai greci del Panaitōlikos. Nel 2021 è stato acquistato dagli iraniani dell'Esteghlal, con cui ha vinto l'Iranian Pro League.

### Nazionale
Dopo aver ottenuto la cittadinanza beninese nel 2013, ha giocato per tre anni nella nazionale beninese.

## Statistiche

### Presenze e reti nei club
Statistiche aggiornate al 20 maggio 2021.
| Stagione                | Squadra                 | Campionato              | Campionato | Campionato | Coppe nazionali | Coppe nazionali | Coppe nazionali | Coppe continentali | Coppe continentali | Coppe continentali | Altre coppe | Altre coppe | Altre coppe | Totale | Totale | Totale |
| Stagione                | Squadra                 | Comp                    | Pres       | Reti       | Comp            | Pres            | Reti            | Comp               | Pres               | Reti               | Comp        | Pres        | Reti        | Pres   | Reti   |        |
| ----------------------- | ----------------------- | ----------------------- | ---------- | ---------- | --------------- | --------------- | --------------- | ------------------ | ------------------ | ------------------ | ----------- | ----------- | ----------- | ------ | ------ | ------ |
| 2007-2008               | Metz                    | L1                      | 12         | 0          | CF+CdL          | 2+0             | 0               | -                  | -                  | -                  | -           | -           | -           | 14     | 0      |        |
| 2008-2009               | Metz                    | L2                      | 5          | 0          | CF+CdL          | 0               | 0               | -                  | -                  | -                  | -           | -           | -           | 5      | 0      |        |
| 2009-2010               | Cannes                  | CN                      | 22         | 4          | CF+CdL          | 1+0             | 0               | -                  | -                  | -                  | -           | -           | -           | 23     | 4      |        |
| 2010-2011               | Metz                    | L2                      | 11         | 3          | CF+CdL          | 2+1             | 1+1             | -                  | -                  | -                  | -           | -           | -           | 14     | 5      |        |
| Totale Metz             | Totale Metz             | Totale Metz             | 28         | 3          |                 | 5               | 2               |                    | -                  | -                  |             | -           | -           | 33     | 5      |        |
| 2011-2012               | Cardiff City            | FLC                     | 25         | 1          | FACup+CdL       | 1+5             | 0+1             | -                  | -                  | -                  | -           | -           | -           | 31     | 2      |        |
| 2012-2013               | Cardiff City            | FLC                     | 27         | 5          | FACup+CdL       | 0               | 0               | -                  | -                  | -                  | -           | -           | -           | 27     | 5      |        |
| ago. 2013               | Cardiff City            | PL                      | 3          | 0          | FACup+CdL       | 0+2             | 0               | -                  | -                  | -                  | -           | -           | -           | 5      | 0      |        |
| Totale Cardiff          | Totale Cardiff          | Totale Cardiff          | 55         | 6          |                 | 8               | 1               |                    | -                  | -                  |             | -           | -           | 63     | 7      |        |
| 2013-2014               | Blackburn               | FLC                     | 27         | 13         | FACup+CdL       | 1+0             | 0               | -                  | -                  | -                  | -           | -           | -           | 28     | 13     |        |
| 2014-2015               | Blackburn               | FLC                     | 39         | 20         | FACup+CdL       | 4+1             | 2+0             | -                  | -                  | -                  | -           | -           | -           | 44     | 22     |        |
| Totale Blackburn Rovers | Totale Blackburn Rovers | Totale Blackburn Rovers | 66         | 33         |                 | 6               | 2               |                    | -                  | -                  |             | -           | -           | 72     | 35     |        |
| 2015-2016               | Aston Villa             | PL                      | 32         | 5          | FACup+CdL       | 2+2             | 0+1             | -                  | -                  | -                  | -           | -           | -           | 36     | 6      |        |
| 2016-gen. 2017          | Aston Villa             | FLC                     | 18         | 4          | FACup+CdL       | 0+1             | 0               | -                  | -                  | -                  | -           | -           | -           | 19     | 4      |        |
| Totale Aston Villa      | Totale Aston Villa      | Totale Aston Villa      | 50         | 9          |                 | 5               | 1               |                    | -                  | -                  |             | -           | -           | 55     | 10     |        |
| gen.-giu. 2017          | Middlesbrough           | PL                      | 16         | 1          | FACup+CdL       | 3+0             | 1+0             | -                  | -                  | -                  | -           | -           | -           | 19     | 2      |        |
| 2017-2018               | Middlesbrough           | FLC                     | 19+1       | 3          | FACup+CdL       | 1+1             | 1+0             | -                  | -                  | -                  | -           | -           | -           | 22     | 4      |        |
| 2018-2019               | Middlesbrough           | FLC                     | 4          | 0          | FACup+CdL       | 2+2             | 0               | -                  | -                  | -                  | -           | -           | -           | 8      | 0      |        |
| 2019-2020               | Middlesbrough           | FLC                     | 19         | 2          | FACup+CdL       | 2+1             | 0               | -                  | -                  | -                  | -           | -           | -           | 22     | 2      |        |
| Totale Middlesbrough    | Totale Middlesbrough    | Totale Middlesbrough    | 58+1       | 6          |                 | 12              | 2               |                    | -                  | -                  |             | -           | -           | 71     | 8      |        |
| 2020-2021               | Melbourne Victory       | AL                      | 18         | 5          | -               | -               | -               | -                  | -                  | -                  | -           | -           | -           | 18     | 5      |        |
| gen.-giu. 2021          | Panaitōlikos            | SLE                     | 3          | 1          | CG              | 0               | 0               | -                  | -                  | -                  | -           | -           | -           | 3      | 1      |        |
| 2021-2022               | Esteghlal               | PPL                     | 23         | 3          | CI              | 2               | 0               | -                  | -                  | -                  | -           | -           | -           | 25     | 3      |        |
| Totale Carriera         | Totale Carriera         | Totale Carriera         | 324        | 70         |                 | 39              | 4               |                    | -                  | -                  |             | -           | -           | 363    | 74     |        |

### Cronologia presenze e reti in nazionale
| Cronologia completa delle presenze e delle reti in nazionale ― Algeria | Cronologia completa delle presenze e delle reti in nazionale ― Algeria | Cronologia completa delle presenze e delle reti in nazionale ― Algeria | Cronologia completa delle presenze e delle reti in nazionale ― Algeria | Cronologia completa delle presenze e delle reti in nazionale ― Algeria | Cronologia completa delle presenze e delle reti in nazionale ― Algeria | Cronologia completa delle presenze e delle reti in nazionale ― Algeria | Cronologia completa delle presenze e delle reti in nazionale ― Algeria |
| Data                                                                   | Città                                                                  | In casa                                                                | Risultato                                                              | Ospiti                                                                 | Competizione                                                           | Reti                                                                   | Note                                                                   |
| ---------------------------------------------------------------------- | ---------------------------------------------------------------------- | ---------------------------------------------------------------------- | ---------------------------------------------------------------------- | ---------------------------------------------------------------------- | ---------------------------------------------------------------------- | ---------------------------------------------------------------------- | ---------------------------------------------------------------------- |
| 26-3-2013                                                              | Blida                                                                  | Algeria                                                                | 3 – 1                                                                  | Benin                                                                  | Qual. Mondiali 2014                                                    | 1                                                                      | 34’                                                                    |
| 9-6-2013                                                               | Porto Novo                                                             | Benin                                                                  | 1 – 3                                                                  | Algeria                                                                | Qual. Mondiali 2014                                                    | 1                                                                      |                                                                        |
| 16-6-2013                                                              | Bamako                                                                 | Mali                                                                   | 2 – 2                                                                  | Benin                                                                  | Qual. Mondiali 2014                                                    | -                                                                      | 80’                                                                    |
| 8-9-2013                                                               | Porto-Novo                                                             | Benin                                                                  | 2 – 0                                                                  | Ruanda                                                                 | Qual. Mondiali 2014                                                    | -                                                                      |                                                                        |
| 20-7-2014                                                              | Cotonou                                                                | Benin                                                                  | 1 – 0                                                                  | Malawi                                                                 | Qual. Coppa d'Africa 2015                                              | -                                                                      | 76’                                                                    |
| 13-11-2014                                                             | Agadir                                                                 | Marocco                                                                | 6 – 1                                                                  | Benin                                                                  | Amichevole                                                             | 1                                                                      | 76’                                                                    |
| 6-9-2015                                                               | Cotonou                                                                | Benin                                                                  | 1 – 1                                                                  | Mali                                                                   | Qual. Coppa d'Africa 2017                                              | -                                                                      |                                                                        |
| 12-11-2015                                                             | Cotonou                                                                | Benin                                                                  | 2 – 1                                                                  | Burkina Faso                                                           | Qual. Mondiali 2018                                                    | -                                                                      | 45’                                                                    |
| 23-3-2016                                                              | Juba                                                                   | Sudan del Sud                                                          | 1 – 2                                                                  | Benin                                                                  | Qual. Coppa d'Africa 2017                                              | -                                                                      | 78’                                                                    |
| 27-3-2016                                                              | Cotonou                                                                | Benin                                                                  | 4 – 1                                                                  | Sudan del Sud                                                          | Qual. Coppa d'Africa 2017                                              | -                                                                      | 60’                                                                    |
| 4-9-2016                                                               | Bamako                                                                 | Mali                                                                   | 5 – 2                                                                  | Benin                                                                  | Qual. Coppa d'Africa 2017                                              | -                                                                      | Ingresso                                                               |
| Totale                                                                 |                                                                        | Presenze                                                               | 11                                                                     |                                                                        | Reti                                                                   | 3                                                                      |                                                                        |

## Palmarès
- Seconda divisione inglese: 1

Cardiff City: 2012-2013
- Campionato iraniano: 1

Esteghlal: 2021-2022